# 誅三族
誅三族，別稱夷三族、參夷法，是族誅的一種，其連坐範圍一般牽連三族。誅三族最早見於春秋时期，並由战国时期韓國的申不害與秦国的商鞅首度列入成文法，而商鞅本人也是著名的被誅三族者之一。誅三族在此後一般用於維護專制君主至高無上的政治權威和尊嚴，除了吕雉稱制期間與西晋年間一度被廢除外，誅三族得以獲持續實行至清末新政。

## 範圍
誅三族的連坐範圍視乎「三族」本身的定義，而「三族」的定義有著不同的說法，其中張晏主張三族為“父母、兄弟、妻子”，如淳主張三族為“父族、母族、妻族”，而郑玄對三族的定義的主張有兩種版本，分別為“父、子、孫”與“父昆弟、己昆弟、子昆弟”。
歷朝歷代對於誅三族中被株連的女子是否如男子般處死有不同的規定。三国時期以前，被株連的女子一般如男子般處死，但自三國時代起開始有所例外，如三國兩晉前期不處死被誅三族者的母親，而兩晉後期則開始有將被誅三族者的女眷沒為官婢的做法，隋朝沿用。唐朝與宋朝補充了有關年長者、非健全者、已出嫁者、已出養者、已出家者與被聘娶而未成者的例外規定，並將被誅三族者的女眷沒為官婢。

## 歷史

### 春秋戰國
族誅本為臨時設置的刑罰，一般僅用於戰爭中不服從命令的人。誅三族最早見於春秋時期，《史记·秦本紀》載稱秦文公在前746年（秦文公二十年）首度設置誅三族的刑罰、秦武公在前695年（秦武公三年）下令誅三父等人三族，《史記·楚世家》則載稱楚靈王在前529年（楚靈王十二年）弟弟公子比自立為王期間從鋗人口中得知公子比下令誅“饟王從王者”三族之事。
戰國時期，韓國的申不害與秦國的商鞅將誅三族列入成文法，是最早將誅三族制度化者，《汉书·刑法志》即載稱“陵夷至於戰國，韓任申子，秦用商鞅，連相坐之法，造參夷之誅”，其中以商鞅变法中的誅三族較為著名，因此《廣陽雜記》載稱誅三族始於任用商鞅的秦孝公。商鞅所著的《商君书·賞刑》即稱“守法守職之吏，有不行王法者，罪死不赦，刑及三族”。此後，誅三族一般用於維護專制君主至高無上的政治權威和尊嚴，而著名的被誅三族者包括商鞅本人與秦朝末年的丞相李斯、赵高。

### 秦漢三國
秦朝統一中國後開始頻密濫用誅三族的刑罰，並很快導致自身的覆亡。刘邦入函谷关後即約法三章，暫時廢除包括誅三族在內的《秦律》。在西汉的局勢趨向穩定後，相国萧何參照《秦律》制定《九章律》，其中誅三族亦被恢復。《漢書·高后紀》載稱呂雉稱制時於前187年（高后元年）曾一度廢除誅三族，然而《漢書·文帝紀》載稱劉恆又因新垣平謀反而下令誅三族，自此誅三族恢復實行。
曹魏的司马懿在高平陵之变中發動政變奪權，此後誅曹爽與另外八人的三族。此後毌丘儉起兵反叛，最終兵敗，毌丘儉本人被誅三族，然而兒媳荀氏因荀家與司馬家為姻親而在司馬師的請求下獲准離婚，而孫女毌丘芝則因何曾使程咸上表請求已出嫁的女子不須同時受夫家與父母家株連而免於被處死，此後朝廷規定已出嫁的女子僅受夫家株連而不受父母家株連。

### 晉朝以後
西晉時，解結被誅三族，其女本於次日出嫁，夫家本欲援引已出嫁的女子僅受夫家株連而不受父母家株連的規定讓解女提早一日出嫁，然而解女死意已決，最終同被處死，並引起輿論同情，此後朝廷又規定所有女子無論是否已出嫁均一律不須被株連處死。誅三族自307年（永嘉元年）起再度被廢除，然而在325年（太寧三年）於东晋再度被恢復，但依舊不株連處死女子。南朝此後沿襲此規定，而北朝不遵從。
《唐律》受北朝律法影響而規定女子同樣適用於連坐，但如果涉及謀反的罪名，女子是否適用於連坐視乎具體規定，未有特別註明者即不連坐女子。明朝初年，藍玉被誅三族，是為藍玉案。誅三族作為連坐的一種在清末新政中得以被廢除。